# Trollheimen
Koordinaten: 62° 51′ N, 9° 5′ O

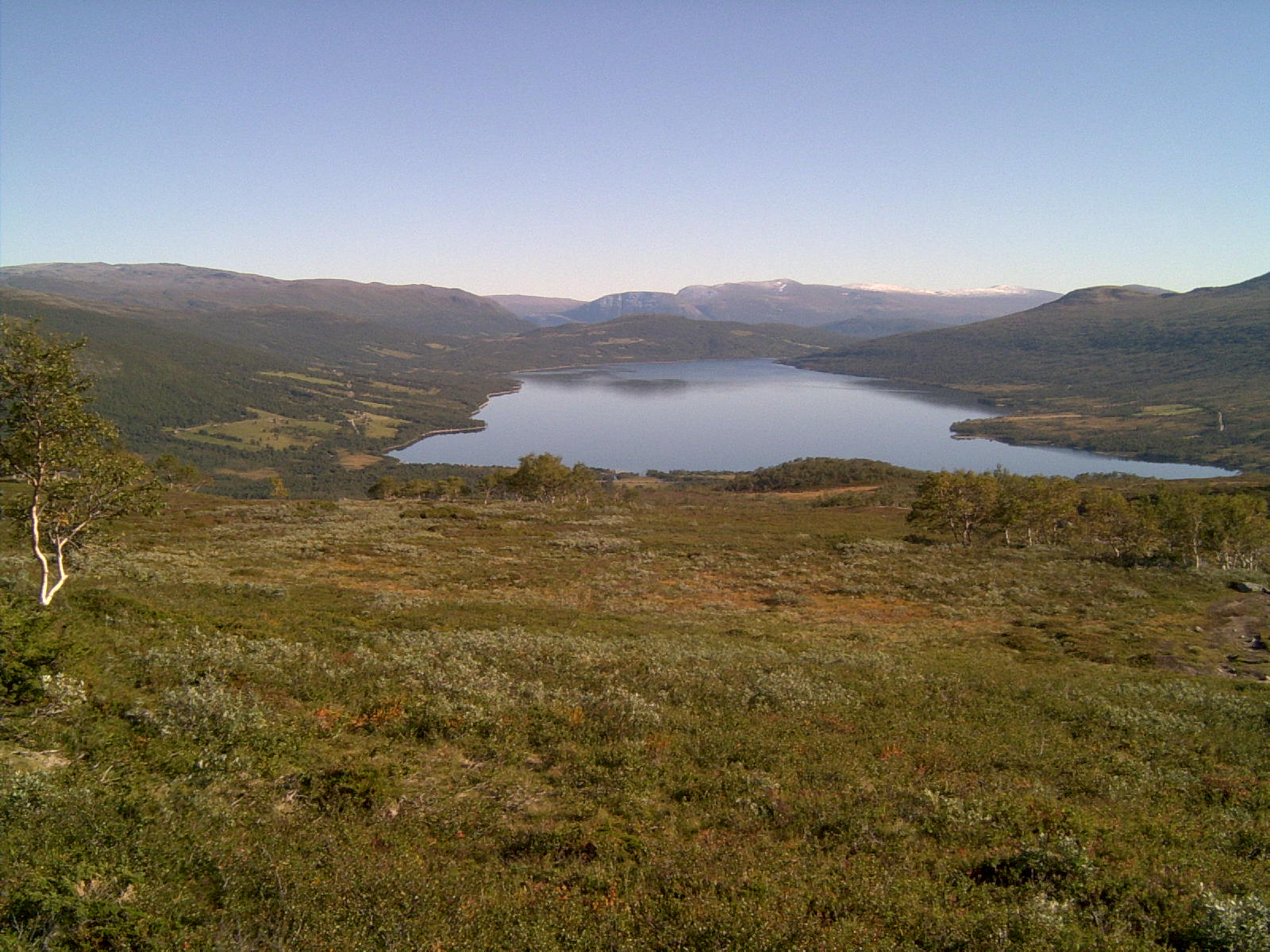
Gjevillvatnet in Trollheimen

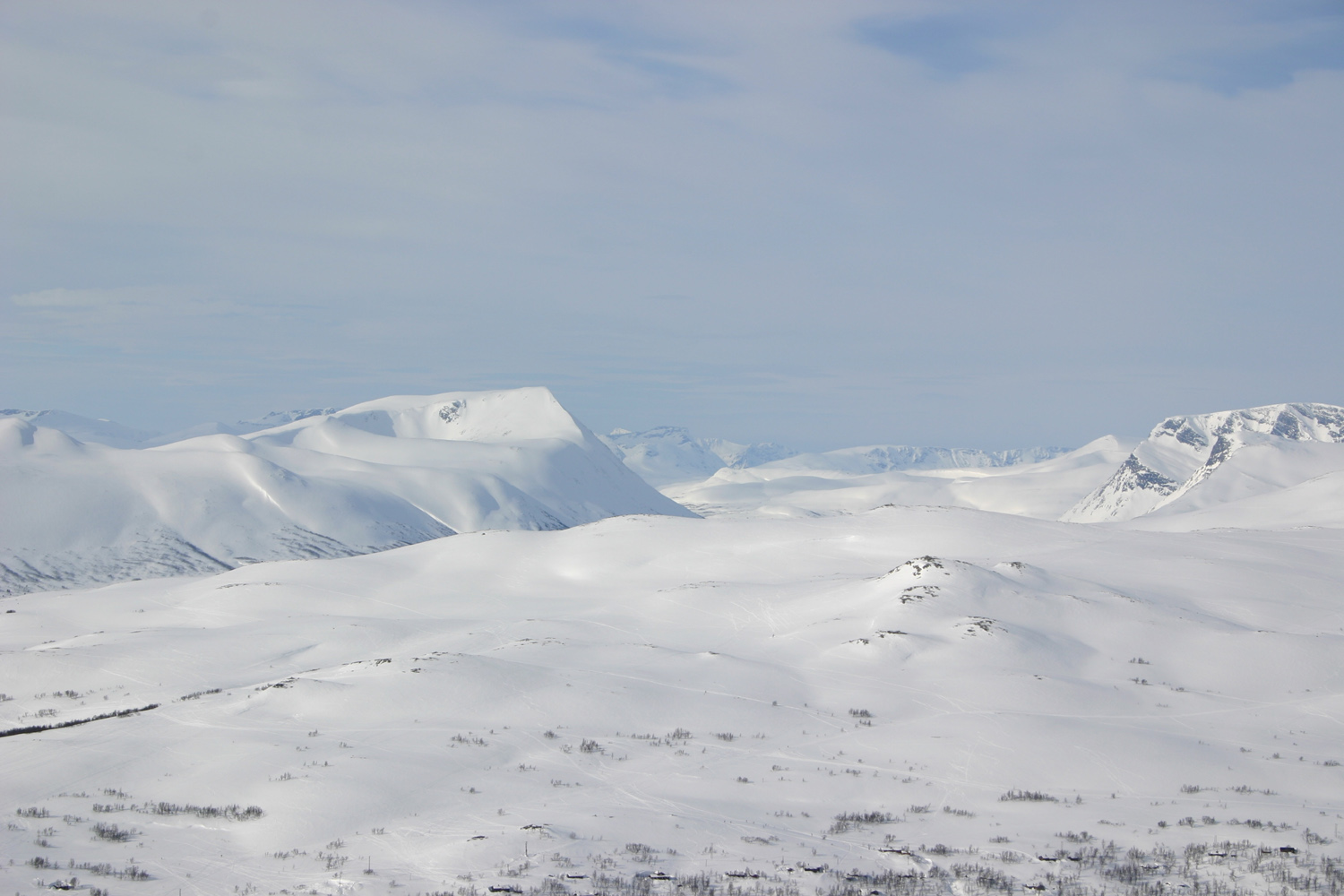
Winterlandschaft in Trollheimen

Trollheimen bezeichnet eine Berglandschaft in Mittelnorwegen zwischen Nordmøre im Norden der Fylke Møre og Romsdal und der Fylke Trøndelag. Das Gebiet wird auch als „das Land der Trolle“ bezeichnet und ist im Norden durch Surnadal und Rindal, Orkdal und die Dovrebahn im Osten, Sunndalen im Süden sowie die Fjorde im Westen begrenzt.

## Geschichte
Trollheimen war wahrscheinlich das Gebiet in Norwegen, das als erstes nach der letzten Eiszeit eisfrei wurde. Es gibt menschliche Zeugnisse, die bis zu 9000 Jahre alt sind, die belegen, dass Menschen früh hier zu siedeln begannen. Die Nahrungsgrundlage bildeten meist Rene und Elche. Heute ist das Gebiet vor allem für Ski- und Bergsport bekannt.
Der Name wurde von dem Journalisten und Politiker Håkon Løken in den 1880er Jahren vorgeschlagen und hat sich durchgesetzt.

## Sehenswürdigkeiten
Trollheimen besteht aus einem Gebirgsmassiv von Gipfeln über 1600 m. 
Es ist gut erschlossen mit Unterkünften und Wegnetzen. Das Ski- und Bergsteigerparadies wird von zwei großen Tälern durchzogen, dem Surnadal und dem weiter südlich gelegenen Sunndal. Zwischen diesen beiden Tälern liegt der kleine Todalfjord. Am Nordostufer kann man sich einer großen Pflanzenvielfalt erfreuen. In Trollheimen fließt auch der Fluss Orkla, der zu den besten Lachsflüssen Norwegens zählt.

## Wirtschaft
Zu den wirtschaftlichen Faktoren in dieser Region zählen:
- Eisenerzabbau
- Tourismus
- Wasserkraftnutzung